# Greve geral de 2016 na Índia
A greve geral de 2016 na Índia é possivelmente a maior greve da história da humanidade. A incerteza vem por conta da divergência de números: um milhão segundo o governo, 150 milhões segundo a imprensa econômica indiana e 180 milhões segundo sindicatos. A maior paralisação registrada até então foi a de maio de 1968 na França, à qual aderiram 11 milhões de trabalhadores. A greve geral ocorreu no dia 6 de setembro de 2016 convocada por dez sindicatos diferentes de funcionários públicos em protesto à política econômica do primeiro-ministro Narendra Modi, que incluía privatização de diversos serviços públicos e empresas estatais. Embora tenha durado um dia, seu impacto econômico foi avaliado em cerca de dois bilhões de dólares estadunidenses.